# Risikorechnung
Die Risikorechnung ist ein Instrument des Risikomanagements bzw. Risikocontrollings, das der Unternehmensrechnung zugeordnet werden kann.

## Gegenstand
Gegenstand der Risikorechnung ist die zahlenmäßige Abbildung (Messung) vergangener, gegenwärtiger und zukünftiger risikobezogener Sachverhalte, insbesondere der Gesamtrisikolage des Unternehmens und ihrer Einflussfaktoren, zum Zwecke der Unterstützung der Unternehmensführung bei der Entscheidungsunterstützung und Verhaltenssteuerung in Bezug auf die Unternehmensrisiken.
Mögliche Ausgestaltungsformen bzw. Teilrechnungen umfassen eher operative Business Risk Model-basierte Risikorechnungen zur Ermittlung der Gesamtrisikolage, risikoadjustierte Leistungs- und Vorteilhaftigkeitsbeurteilungsrechnungen sowie Risikorechnungen im strategischen Kontext auf der Grundlage eines Strategic Business Risk Model.